# Łukasz Owsian
Łukasz Owsian (Toruń, 24 febbraio 1990) è un ciclista su strada polacco che corre per il team Mazowsze Serce Polski; è professionista dal 2012.

## Palmarès
- 2008 (Juniores)

4ª tappa Course de la Paix Juniors (Děčín > Pirna)
- 2014 (CCC Polkowice, quattro vittorie)

3ª tappa Sibiu Cycling Tour (Sibiu > Sibiu, cronometro)
- 2016 (CCC Polkowice, una vittoria)

Visegrad 4 Bicycle Race - GP Polski
- 2017 (CCC Polkowice, una vittoria)

Korona Kocich Gór
- 2018 (CCC Polkowice, tre vittorie)

3ª tappa Szlakiem Grodów Piastowskich (Pieszyce > Bielawa)
Classifica generale Szlakiem Grodów Piastowskich
Grand Prix Doliny Baryczy

### Altri successi
- 2014 (CCC Polkowice)

Classifica scalatori Szlakiem Grodów Piastowskich
- 2017 (CCC Polkowice)

Classifica scalatori Tour of Britain
- 2018 (CCC Polkowice)

Classifica a punti Szlakiem Grodów Piastowskich
- 2021 (Team Arkéa-Samsic)

Classifica scalatori Tour de Pologne
- 2025 (Mazowsze Serce Polski)

Classifica scalatori Tour of Malopolska

## Piazzamenti

### Grandi Giri
- Giro d'Italia

2015: 118º
2017: 88º
2019: 73º
- Tour de France

2022: 41º
- Vuelta a España

2022: 90º
2023: 75º

### Classiche monumento
- Milano-Sanremo

2024: 153º
- Liegi-Bastogne-Liegi

2020: 75º
2021: 82º
2022: ritirato
2023: ritirato
- Giro di Lombardia

2015: 82º
2016: ritirato
2019: ritirato
2021: ritirato

### Competizioni mondiali
- Campionati del mondo su strada

Aguascalientes 2007 - In linea Juniores: 13º
Città del Capo 2008 - In linea Juniores: 26º
Doha 2016 - Cronosquadre: 13º
Doha 2016 - In linea Elite: ritirato
Bergen 2017 - Cronosquadre: 8º
Innsbruck 2018 - Cronosquadre: 9º
Innsbruck 2018 - In linea Elite: 56º
Yorkshire 2019 - In linea Elite: ritirato
Imola 2020 - In linea Elite: 70º
Fiandre 2021 - In linea Elite: ritirato
Wollongong 2022 - In linea Elite: 96º

### Competizioni europee
- Campionati europei

Verbania 2008 - In linea Juniores: 30º
Offida 2011 - In linea Under-23: ritirato
Plumelec 2016 - In linea Elite: 43º